# Цезения (съпруга на Публий Юний Пастор)
Вижте пояснителната страница за други личности с името Цезения.
Цезения (на латински: Caesennia) е римлянка от 2 век.
Произлиза от фамилията Цезении, етруска фамилия от Тарквиния в Древен Рим. Омъжва се за Публий Юний Пастор от италийска фамилия. Двамата са родители на Авъл Юний Пастор Луций Цезений Соспет (консул 163 г.), който по-късно е осиновен от член на фамилията Цезении.